# Campeonato de España de Balonmano juvenil
El XXVII Campeonato y Copa de España de Balonmano de Selecciones Territoriales Juvenil se está celebrando en la ciudad de Granada desde el 3 de enero de 2012 hasta el 8 de enero de 2012, donde compiten 16 selecciones femeninas y masculinas de federaciones territoriales pertenecientes a la Federación española de Balonano.
Esta competición está estructurada en dos compeonatos, el Campeonato estatal, que determina a la mejor selección juvenil de España, y la Copa de España. 
En el Campeonato estatal participan 8 selecciones femeninas, y otras 8 selecciones masculinas, el campeonato se divide en dos fases, una primera fase compuesta por dos grupos en donde juegan todos contra todos a una sola vuelta, donde al finalizar esta los 3 primeros clasificados de cada grupo se clasifican a la fase final del Campeonato estatal, mientras que el 4º clasificado de cada grupo pasa a la segunda fase de la Copa de España.
En la Copa de España participan 5 selecciones femeninas divididas en dos grupo, uno de 3 selecciones donde juegan todos contra todos a una vuelta, y uno de 2 selecciones donde juegan entre ellas a doble vuelta; Y 8 selecciones masculunias, divididas en dos grupos. En ambas categorías el 1º clasificado de cada grupo se clasifica para la fase final del Campeonato estatal, mientras que el resto juegan la segunda fase, junto con los últimos clasificados del Campeonato estatal.

## Historia
Esta es la vigésimo séptima edición del campeonato de España que organiza la Federación española de balonmano.

## Instalaciones
| Instalación                       | Municipio | Lugar                                                                         | Aforo |
| --------------------------------- | --------- | ----------------------------------------------------------------------------- | ----- |
| Pabellón Municipal de Ogíjares    | Ogíjares  | C/ Río Genil s/n                                                              | 3.670 |
| Pabellón Ciudad Deportiva Armilla | Armilla   | Ciudad deportiva de Armilla - Avda. Barón Pierre de Coubertain, s/n           | -     |
| Pabellón Universidad de Granada   | Granada   | Universidad de Granada - Paseos Universitarios, Calle Doctor Severo Ochoa s/n | -     |
| Pabellón La Chana                 | Granada   | Comp. Dep. Chana - Avd. Virgen de la Consolación                              | -     |
| Pabellón Antonio prieto           | Granada   | Comp. Dep. Antonio Prieto Castillo - Avd. Federerico García lorca s/n         | -     |

## Campeonato Estatal

### Masculino

#### Primera Fase

##### Grupo A
| Equipo             | J | G | E | P | GF | GC | DG | Pts. |
| ------------------ | - | - | - | - | -- | -- | -- | ---- |
| Castilla y León    | 3 | 3 | 0 | 0 | 86 | 78 | +8 | 6    |
| Galicia            | 3 | 2 | 0 | 1 | 69 | 64 | +5 | 4    |
| Asturias           | 3 | 1 | 0 | 2 | 65 | 69 | -4 | 2    |
| Castilla La Mancha | 3 | 0 | 0 | 3 | 72 | 81 | -9 | 0    |

- Resultados

| Fecha    | Hora  | Partido            | Partido | Partido            | Resultado |
| -------- | ----- | ------------------ | ------- | ------------------ | --------- |
| 03/01/12 | 09:30 | Galicia            | 1       | Castilla La Mancha | 22-20     |
| 03/01/12 | 11:15 | Asturias           | 1       | Castilla y León    | 23-25     |
| 04/01/12 | 11:15 | Castilla y León    | 1       | Galicia            | 29-17     |
| 04/01/12 | 13:00 | Asturias           | 1       | Castilla La Mancha | 26-24     |
| 05/01/12 | 09:30 | Castilla La Mancha | 1       | Castilla y León    | 28-33     |
| 05/01/12 | 11:15 | Galicia            | 1       | Asturias           | 20-16     |

- (1) -  Ciudad deportiva de Armilla

##### Grupo B
| Equipo    | J | G | E | P | GF  | GC  | DG  | Pts. |
| --------- | - | - | - | - | --- | --- | --- | ---- |
| Cataluña  | 3 | 3 | 0 | 0 | 126 | 85  | +41 | 6    |
| Andalucía | 3 | 2 | 0 | 1 | 92  | 80  | 12  | 4    |
| Madrid    | 3 | 1 | 0 | 2 | 79  | 91  | -12 | 2    |
| Navarra   | 3 | 0 | 0 | 3 | 77  | 118 | -41 | 0    |

- Resultados

| Fecha    | Hora  | Partido   | Partido | Partido   | Resultado |
| -------- | ----- | --------- | ------- | --------- | --------- |
| 03/01/12 | 11:15 | Navarra   | 3       | Madrid    | 22-29     |
| 03/01/12 | 12:30 | Andalucía | 2       | Cataluña  | 25-35     |
| 04/01/12 | 09:30 | Navarra   | 3       | Cataluña  | 32-54     |
| 04/01/12 | 10:30 | Madrid    | 2       | Andalucía | 22-32     |
| 05/01/12 | 11:15 | Cataluña  | 3       | Madrid    | 37-28     |
| 05/01/12 | 12:30 | Andalucía | 2       | Navarra   | 35-23     |

- (2) -  Pabellón Universidad de Granada
- (3) -  Pabellón La Chana

#### Fase Final
|  | Cuartos de final | Cuartos de final |   |   | Semifinales | Semifinales |   |  | Final | Final |  |
|  |                  |                  |   |   |             |             |   |  |       |       |  |
|  |                  |                  |   |   |             |             |   |  |       |       |  |
|  | Castilla y León  | -                |   |   |             |             |   |  |       |       |  |
|  | Castilla y León  | -                |   |   |             |             |   |  |       |       |  |
|  |                  | -                |   |   |             |             |   |  |       |       |  |
|  |                  | -                | - |   |             |             |   |  |       |       |  |
|  |                  |                  | - |   |             |             |   |  |       |       |  |
|  |                  |                  |   | - |             |             |   |  |       |       |  |
|  | Andalucía        | -                |   |   |             |             |   |  |       |       |  |
|  | Andalucía        | -                |   |   |             |             |   |  |       |       |  |
|  |                  | -                |   |   |             |             |   |  |       |       |  |
|  |                  |                  |   |   |             | -           | - |  |       |       |  |
|  |                  |                  |   |   |             |             | - |  |       |       |  |
|  |                  |                  |   | - |             |             |   |  |       |       |  |
|  | Cataluña         | -                |   |   |             |             |   |  |       |       |  |
|  | Cataluña         | -                |   |   |             |             |   |  |       |       |  |
|  |                  | -                |   |   |             |             |   |  |       |       |  |
|  |                  | -                | - |   |             |             |   |  |       |       |  |
|  |                  |                  | - |   |             |             |   |  |       |       |  |
|  |                  |                  |   | - |             |             |   |  |       |       |  |
|  | Galicia          | -                |   |   |             |             |   |  |       |       |  |
|  | Galicia          | -                |   |   |             |             |   |  |       |       |  |
|  |                  | -                |   |   |             |             |   |  |       |       |  |
|  |                  |                  |   |   |             |             |   |  |       |       |  |
|  |                  |                  |   |   |             |             |   |  |       |       |  |

##### Cuartos de final
| Fecha    | Hora | Partido         | Partido | Partido | Resultado |
| -------- | ---- | --------------- | ------- | ------- | --------- |
| 06/01/12 | -    | Castilla y León | -       |         | -         |
| 06/01/12 | -    | Andalucía       | -       |         | -         |
| 06/01/12 | -    | Cataluña        | -       |         | -         |
| 06/01/12 | -    | Galicia         | -       |         | -         |

##### 5º al 8º Puesto
| Fecha    | Hora  | Partido | Partido | Partido | Resultado |
| -------- | ----- | ------- | ------- | ------- | --------- |
| 07/01/12 | 09:30 | -       | 3       |         | -         |
| 07/01/12 | 09:30 | -       | 1       |         | -         |
| 08/01/12 | 12:00 | -       | 2       |         | -         |
| 08/01/12 | 13:00 | -       | 4       |         | -         |

- (1) -  Ciudad deportiva de Armilla
- (2) -  Pabellón Universidad de Granada
- (3) -  Pabellón La Chana
- (4) -  Pabellón de Ogíjares

##### Semifinales
| Fecha     | Hora | Partido | Partido | Partido | Resultado |
| --------- | ---- | ------- | ------- | ------- | --------- |
| 07/01/012 | -    | -       | -       |         | -         |
| 07/01/012 | -    | -       | -       |         | -         |

##### 3º y 4º Puesto
| Fecha    | Hora  | Partido | Partido | Partido | Resultado |
| -------- | ----- | ------- | ------- | ------- | --------- |
| 08/01/12 | 10:00 | -       | 2       |         | -         |

- (2) -  Pabellón Universidad de Granada

##### Final
| Fecha    | Hora  | Partido | Partido | Partido | Resultado |
| -------- | ----- | ------- | ------- | ------- | --------- |
| 08/01/12 | 13:00 | -       | 1       |         | -         |

- (1) -  Ciudad deportiva de Armilla

### Femenino

#### Primera Fase

##### Grupo A
| Equipo          | J | G | E | P | GF | GC | DG  | Pts. |
| --------------- | - | - | - | - | -- | -- | --- | ---- |
| Cataluña        | 3 | 3 | 0 | 0 | 85 | 77 | +8  | 6    |
| Madrid          | 3 | 2 | 0 | 1 | 87 | 73 | +14 | 4    |
| Castilla y León | 3 | 1 | 0 | 2 | 79 | 80 | -1  | 2    |
| Galicia         | 3 | 0 | 0 | 3 | 64 | 85 | -21 | 0    |

- Resultados

| Fecha    | Hora  | Partido         | Partido | Partido         | Resultado |
| -------- | ----- | --------------- | ------- | --------------- | --------- |
| 03/01/12 | 11:15 | Galicia         | 4       | Castilla y León | 23-25     |
| 03/01/12 | 13:00 | Madrid          | 1       | Cataluña        | 26-29     |
| 04/01/12 | 09:30 | Madrid          | 1       | Castilla y León | 29-27     |
| 04/01/12 | 11:15 | Cataluña        | 4       | Galicia         | 28-24     |
| 05/01/12 | 09:30 | Castilla y León | 4       | Cataluña        | 27-28     |
| 05/01/12 | 13:00 | Galicia         | 1       | Madrid          | 17-32     |

- (1) -  Ciudad deportiva de Armilla
- (4) -  Pabellón de Ogíjares

##### Grupo B
| Equipo        | J | G | E | P | GF  | GC  | DG  | Pts. |
| ------------- | - | - | - | - | --- | --- | --- | ---- |
| C. Valenciana | 3 | 3 | 0 | 0 | 100 | 65  | +35 | 6    |
| Euskadi       | 3 | 2 | 0 | 1 | 102 | 75  | +27 | 4    |
| Andalucía     | 3 | 1 | 0 | 2 | 72  | 98  | -26 | 2    |
| Cantabria     | 3 | 0 | 0 | 3 | 69  | 105 | -36 | 0    |

- Resultados

| Fecha    | Hora  | Partido       | Partido | Partido       | Resultado |
| -------- | ----- | ------------- | ------- | ------------- | --------- |
| 03/01/12 | 09:30 | Euskadi       | 4       | C. Valenciana | 22-33     |
| 03/01/12 | 10:30 | Cantabria     | 2       | Andalucía     | 27-29     |
| 04/01/12 | 12:30 | Euskadi       | 2       | Andalucía     | 42-20     |
| 04/01/12 | 13:00 | C. Valenciana | 4       | Cantabria     | 38-20     |
| 05/01/12 | 10:30 | Andalucía     | 2       | C. Valenciana | 23-29     |
| 05/01/12 | 13:00 | Cantabria     | 4       | Euskadi       | 22-38     |

- (2) -  Pabellón Universidad de Granada
- (4) -  Pabellón de Ogíjares

#### Fase Final
|  | Cuartos de final | Cuartos de final |   |   | Semifinales | Semifinales |   |  | Final | Final |  |
|  |                  |                  |   |   |             |             |   |  |       |       |  |
|  |                  |                  |   |   |             |             |   |  |       |       |  |
|  | Cataluña         | -                |   |   |             |             |   |  |       |       |  |
|  | Cataluña         | -                |   |   |             |             |   |  |       |       |  |
|  |                  | -                |   |   |             |             |   |  |       |       |  |
|  |                  | -                | - |   |             |             |   |  |       |       |  |
|  |                  |                  | - |   |             |             |   |  |       |       |  |
|  |                  |                  |   | - |             |             |   |  |       |       |  |
|  | Euskadi          | -                |   |   |             |             |   |  |       |       |  |
|  | Euskadi          | -                |   |   |             |             |   |  |       |       |  |
|  |                  | -                |   |   |             |             |   |  |       |       |  |
|  |                  |                  |   |   |             | -           | - |  |       |       |  |
|  |                  |                  |   |   |             |             | - |  |       |       |  |
|  |                  |                  |   | - |             |             |   |  |       |       |  |
|  | C. Valenciana    | -                |   |   |             |             |   |  |       |       |  |
|  | C. Valenciana    | -                |   |   |             |             |   |  |       |       |  |
|  |                  | -                |   |   |             |             |   |  |       |       |  |
|  |                  | -                | - |   |             |             |   |  |       |       |  |
|  |                  |                  | - |   |             |             |   |  |       |       |  |
|  |                  |                  |   | - |             |             |   |  |       |       |  |
|  | Madrid           | -                |   |   |             |             |   |  |       |       |  |
|  | Madrid           | -                |   |   |             |             |   |  |       |       |  |
|  |                  | -                |   |   |             |             |   |  |       |       |  |
|  |                  |                  |   |   |             |             |   |  |       |       |  |
|  |                  |                  |   |   |             |             |   |  |       |       |  |

##### Cuartos de final
| Fecha    | Hora | Partido       | Partido | Partido | Resultado |
| -------- | ---- | ------------- | ------- | ------- | --------- |
| 06/01/12 | -    | Cataluña      | -       |         | -         |
| 06/01/12 | -    | Euskadi       | -       |         | -         |
| 06/01/12 | -    | C. Valenciana | -       |         | -         |
| 06/01/12 | -    | Madrid        | -       |         | -         |

##### 5º al 8º Puesto
| Fecha    | Hora  | Partido | Partido | Partido | Resultado |
| -------- | ----- | ------- | ------- | ------- | --------- |
| 07/01/12 | 09:30 | -       | 4       |         | -         |
| 07/01/12 | 13:00 | -       | 5       |         | -         |
| 08/01/12 | 13:00 | -       | 5       |         | -         |
| 08/01/12 | 13:00 | -       | 3       |         | -         |

- (3) -  Pabellón La Chana
- (4) -  Pabellón de Ogíjares
- (5) -  Pabellón Antonio Prieto

##### Semifinales
| Fecha     | Hora | Partido | Partido | Partido | Resultado |
| --------- | ---- | ------- | ------- | ------- | --------- |
| 07/01/012 | -    | -       | -       |         | -         |
| 07/01/012 | -    | -       | -       |         | -         |

##### 3º y 4º Puesto
| Fecha    | Hora  | Partido | Partido | Partido | Resultado |
| -------- | ----- | ------- | ------- | ------- | --------- |
| 08/01/12 | 09:30 | -       | 1       |         | -         |

- (1) -  Ciudad deportiva de Armilla

##### Final
| Fecha    | Hora  | Partido | Partido | Partido | Resultado |
| -------- | ----- | ------- | ------- | ------- | --------- |
| 08/01/12 | 11:15 | -       | 1       |         | -         |

- (1) -  Ciudad deportiva de Armilla

## Copa de España

### Masculino

#### Primera Fase

##### Grupo A
| Equipo    | J | G | E | P | GF  | GC  | DG  | Pts. |
| --------- | - | - | - | - | --- | --- | --- | ---- |
| Aragón    | 3 | 2 | 1 | 0 | 112 | 78  | +34 | 5    |
| Canarias  | 3 | 2 | 0 | 1 | 94  | 88  | +6  | 4    |
| Cantabria | 3 | 1 | 1 | 1 | 86  | 78  | +8  | 3    |
| La Rioja  | 3 | 0 | 0 | 3 | 68  | 113 | -45 | 0    |

- Resultados

| Fecha    | Hora  | Partido   | Partido | Partido   | Resultado |
| -------- | ----- | --------- | ------- | --------- | --------- |
| 03/01/12 | 11:15 | Cantabria | 5       | Aragón    | 29-29     |
| 03/01/12 | 13:00 | La Rioja  | 5       | Canarias  | 24-37     |
| 04/01/12 | 09:30 | Aragón    | 5       | La Rioja  | 44-23     |
| 04/01/12 | 11:15 | Cantabria | 5       | Canarias  | 25-28     |
| 05/01/12 | 11:15 | La Rioja  | 5       | Cantabria | 21-32     |
| 05/01/12 | 13:00 | Canarias  | 5       | Aragón    | 29-39     |

- (5) -  Pabellón Antonio Prieto

##### Grupo B
| Equipo        | J | G | E | P | GF | GC  | DG  | Pts. |
| ------------- | - | - | - | - | -- | --- | --- | ---- |
| C. Valenciana | 3 | 3 | 0 | 0 | 96 | 54  | +42 | 6    |
| Euskadi       | 3 | 2 | 0 | 1 | 88 | 64  | +24 | 4    |
| Extremadura   | 3 | 1 | 0 | 2 | 79 | 84  | -5  | 2    |
| Melilla       | 3 | 0 | 0 | 3 | 46 | 107 | -61 | 0    |

- Resultados

| Fecha    | Hora  | Partido       | Partido | Partido       | Resultado |
| -------- | ----- | ------------- | ------- | ------------- | --------- |
| 03/01/12 | 09:30 | C. Valenciana | 5       | Melilla       | 38-16     |
| 03/01/12 | 09:30 | Euskadi       | 3       | Extremadura   | 32-28     |
| 04/01/12 | 13:00 | Euskadi       | 5       | Melilla       | 37-10     |
| 04/01/12 | 13:00 | Extremadura   | 3       | C. Valenciana | 19-32     |
| 05/01/12 | 09:30 | Melilla       | 5       | Extremadura   | 20-32     |
| 05/01/12 | 13:00 | C. Valenciana | 3       | Euskadi       | 26-19     |

- (3) -  Pabellón La Chana
- (5) -  Pabellón Antonio Prieto

#### Fase Final
|  | Cuartos de final   | Cuartos de final |  |   | Semifinales | Semifinales |  |   | Final | Final |  |
|  |                    |                  |  |   |             |             |  |   |       |       |  |
|  |                    |                  |  |   |             |             |  |   |       |       |  |
|  | Castilla La Mancha | -                |  |   |             |             |  |   |       |       |  |
|  | Castilla La Mancha | -                |  |   |             |             |  |   |       |       |  |
|  | La Rioja           | -                |  |   |             |             |  |   |       |       |  |
|  | La Rioja           | -                |  | - | -           |             |  |   |       |       |  |
|  |                    |                  |  | - | -           |             |  |   |       |       |  |
|  |                    |                  |  | - |             |             |  |   |       |       |  |
|  | Euskadi            | -                |  |   |             |             |  |   |       |       |  |
|  | Euskadi            | -                |  |   |             |             |  |   |       |       |  |
|  | Cantabria          | -                |  |   |             |             |  |   |       |       |  |
|  | Cantabria          | -                |  |   |             |             |  | - | -     |       |  |
|  |                    |                  |  |   |             |             |  | - | -     |       |  |
|  |                    |                  |  | - |             |             |  |   |       |       |  |
|  | Canarias           | -                |  |   |             |             |  |   |       |       |  |
|  | Canarias           | -                |  |   |             |             |  |   |       |       |  |
|  | Extremadura        | -                |  |   |             |             |  |   |       |       |  |
|  | Extremadura        | -                |  | - | -           |             |  |   |       |       |  |
|  |                    |                  |  | - | -           |             |  |   |       |       |  |
|  |                    |                  |  | - |             |             |  |   |       |       |  |
|  | Navarra            | -                |  |   |             |             |  |   |       |       |  |
|  | Navarra            | -                |  |   |             |             |  |   |       |       |  |
|  | Melilla            | -                |  |   |             |             |  |   |       |       |  |
|  | Melilla            | -                |  |   |             |             |  |   |       |       |  |
|  |                    |                  |  |   |             |             |  |   |       |       |  |

##### Cuartos de final
| Fecha    | Hora  | Partido            | Partido | Partido     | Resultado |
| -------- | ----- | ------------------ | ------- | ----------- | --------- |
| 06/01/12 | 09:30 | Castilla La Mancha | 1       | La Rioja    | -         |
| 06/01/12 | 09:30 | Navarra            | 5       | Melilla     | -         |
| 06/01/12 | 11:15 | Canarias           | 5       | Extremadura | -         |
| 06/01/12 | 13:00 | Euskadi            | 5       | Cantabria   | -         |

- (1) -  Ciudad deportiva de Armilla
- (5) -  Pabellón Antonio Prieto

##### 5º al 8º Puesto
| Fecha    | Hora  | Partido | Partido | Partido | Resultado |
| -------- | ----- | ------- | ------- | ------- | --------- |
| 07/01/12 | 09:30 | -       | 5       |         | -         |
| 07/01/12 | 11:15 | -       | 5       |         | -         |
| 08/01/12 | 09:30 | -       | 3       |         | -         |
| 08/01/12 | 11:15 | -       | 3       |         | -         |

- (3) -  Pabellón La Chana
- (5) -  Pabellón Antonio Prieto

##### Semifinales
| Fecha     | Hora  | Partido | Partido | Partido | Resultado |
| --------- | ----- | ------- | ------- | ------- | --------- |
| 07/01/012 | 11:15 | -       | 1       |         | -         |
| 07/01/012 | 13:00 | -       | 1       |         | -         |

- (1) -  Ciudad deportiva de Armilla

##### 3º y 4º Puesto
| Fecha    | Hora  | Partido | Partido | Partido | Resultado |
| -------- | ----- | ------- | ------- | ------- | --------- |
| 08/01/12 | 09:30 | -       | 4       |         | -         |

- (4) -  Pabellón de Ogíjares

##### Final
| Fecha    | Hora  | Partido | Partido | Partido | Resultado |
| -------- | ----- | ------- | ------- | ------- | --------- |
| 08/01/12 | 11:15 | -       | 4       |         | -         |

- (4) -  Pabellón de Ogíjares

### Femenino

#### Primera Fase

##### Grupo A
| Equipo             | J | G | E | P | GF | GC | DG | Pts. |
| ------------------ | - | - | - | - | -- | -- | -- | ---- |
| Asturias           | 2 | 2 | 0 | 0 | 44 | 37 | +7 | 4    |
| Navarra            | 2 | 1 | 0 | 1 | 44 | 44 | 0  | 2    |
| Castilla La Mancha | 2 | 0 | 0 | 2 | 43 | 50 | -7 | 0    |

- Resultados

| Fecha    | Hora  | Partido            | Partido | Partido            | Resultado |
| -------- | ----- | ------------------ | ------- | ------------------ | --------- |
| 03/01/12 | 13:00 | Navarra            | 4       | Asturias           | 18-20     |
| 04/01/12 | 09:30 | Castilla La Mancha | 4       | Navarra            | 24-26     |
| 05/01/12 | 11:15 | Asturias           | 4       | Castilla La Mancha | 24-19     |

- (4) -  Pabellón de Ogíjares

##### Grupo B
| Equipo   | J | G | E | P | GF | GC | DG | Pts. |
| -------- | - | - | - | - | -- | -- | -- | ---- |
| Canarias | 2 | 2 | 0 | 0 | 43 | 34 | +9 | 4    |
| Aragón   | 2 | 0 | 0 | 2 | 34 | 43 | -9 | 0    |

- Resultados

| Fecha    | Hora  | Partido  | Partido | Partido  | Resultado |
| -------- | ----- | -------- | ------- | -------- | --------- |
| 03/01/12 | 13:00 | Canarias | 3       | Aragón   | 25-17     |
| 04/01/12 | 11:15 | Aragón   | 3       | Canarias | 17-18     |

- (3) -  Pabellón La Chana

#### Segunda Fase

##### Grupo A
| Equipo             | J | G | E | P | GF | GC | DG | Pts. |
| ------------------ | - | - | - | - | -- | -- | -- | ---- |
| Castilla La Mancha | 0 | 0 | 0 | 0 | 0  | 0  | 0  | 0    |
| Aragón             | 0 | 0 | 0 | 0 | 0  | 0  | 0  | 0    |
| Galicia            | 0 | 0 | 0 | 0 | 0  | 0  | 0  | 0    |

- Resultados

| Fecha    | Hora  | Partido            | Partido | Partido            | Resultado |
| -------- | ----- | ------------------ | ------- | ------------------ | --------- |
| 06/01/12 | 11:15 | Castilla La Mancha | 3       | Galicia            | -         |
| 07/01/12 | 11:15 | Aragón             | 3       | Castilla La Mancha | -         |
| 07/01/12 | 18:00 | Galicia            | 4       | Aragón             | -         |

- (3) -  Pabellón La Chana
- (4) -  Pabellón de Ogíjares

##### Grupo B
| Equipo    | J | G | E | P | GF | GC | DG | Pts. |
| --------- | - | - | - | - | -- | -- | -- | ---- |
| Cantabria | 0 | 0 | 0 | 0 | 0  | 0  | 0  | 0    |
| Navarra   | 0 | 0 | 0 | 0 | 0  | 0  | 0  | 0    |

- Resultados

| Fecha    | Hora  | Partido   | Partido | Partido   | Resultado |
| -------- | ----- | --------- | ------- | --------- | --------- |
| 06/01/12 | 13:00 | Navarra   | 3       | Cantabria | -         |
| 07/01/12 | 13:00 | Cantabria | 3       | Navarra   | -         |

- (3) -  Pabellón La Chana

##### 3º y 4º Puesto
| Fecha    | Hora  | Partido | Partido | Partido | Resultado |
| -------- | ----- | ------- | ------- | ------- | --------- |
| 08/01/12 | 09:30 | -       | -5r3    |         | -         |

- (5) -  Pabellón Antonio Prieto

##### Final
| Fecha    | Hora  | Partido | Partido | Partido | Resultado |
| -------- | ----- | ------- | ------- | ------- | --------- |
| 08/01/12 | 11:15 | -       | 5       |         | -         |

- (5) -  Pabellón Antonio Prieto

- Datos: Q5744846